# Думитреску, Йон (стрелок)
Йон Думитреску (рум. Ion Dumitrescu, 18 июля 1925—1999) — румынский стрелок, чемпион Олимпийских игр, 14-кратный чемпион Румынии. Заслуженный мастер спорта Румынии.

## Биография
Родился в Бухаресте.
В 1960 году на Олимпийских играх в Риме завоевал золотую медаль в трапе.
В 1961 году завоевал бронзовую медаль чемпионата мира.
В 1964 году принял участие в Олимпийских играх в Токио, но там стал лишь 5-м.
В 1968 году на Олимпийских играх в Мехико был 11-м, а в 1972 году на Олимпийских играх в Мюнхене — 30-м.